# Отношения Индии и Папуа — Новой Гвинеи
Отношения Индии и Папуа — Новой Гвинеи — двусторонние дипломатические отношения между Республикой Индией и Независимым Государством Папуа — Новой Гвинеей, установленные в 1975 году. Папуа — Новая Гвинея имеет верховную комиссию в Нью-Дели, а Индия — верховную комиссию в Порт-Морсби.

## История
Отношения между Индией и Папуа — Новой Гвинеей были установлены в 1975 году, когда Папуа — Новая Гвинея получила независимость от Австралии, и с тех пор отношения между двумя странами стали укрепляться. В 2010—2011 финансовых годах товарооборот между Папуа — Новой Гвинеей и Индией достиг 239 миллионов долларов США. Ныне Индия обучает многих офицеров и студентов из Папуа — Новой Гвинеи, а в Папуа — Новой Гвинее живёт множество представителей индийской диаспоры, которые работают в таких секторах, как информационные технологии, образование, государственное управление и торговля.

## Торговля
В 2017 году Папуа — Новая Гвинея и Индия заключили соглашение об экономическом партнерстве с фокусированием на инвестициях и инфраструктурных проектах в Папуа — Новой Гвинее с целью способствовать расширению торговли с Индией.
В 2022 году президент Индийской торгово-экономической организации и Индийско-африканского торгового совета Асиф Икбал и Индийско-тихоокеанский торговый совет организовали запуск кофе Папуа — Новой Гвинеи в индийском городе Ченнаи вместе с верховным комиссаром Папуа — Новой Гвинеи Паулиасом Корни, министром финансов штата Тамилнад Паланивелом Тхиагой Раджаном и главой секретариата Министра иностранных дел Индии Венкатачаламом Муруганом.